# Воронская, Галина Александровна
Галина Александровна Воронская (псевдоним Галина Нурмина; 2 [15] августа 1914, Кемь, Архангельская губерния — 3 декабря 1991, Москва) — советская писательница, прозаик, автор воспоминаний. Дочь А. К. Воронского.

## Биография
Училась в Литературном институте в Москве (должна была быть в первом выпуске).
В феврале 1937 года был арестован её отец. Через месяц, 16 марта 1937 года, арестовали и Галину — студентку последнего курса. Осуждена за КРТД (контрреволюционная троцкистская деятельность), приговор — 5 лет. Срок отбывала в совхозе Эльген на Колыме (см. ИТЛ подсобных хозяйств Дальстрой) с 1937 по 1944 г. Несмотря на окончание срока 14 марта 1942 года, была освобождена лишь 14 сентября 1944 года.
В 1949 г. арестована повторно, осуждена на бессрочную ссылку до особого распоряжения. Освобождена в 1954 году.
В 1957 году была реабилитирована, посмертно реабилитировали и её родителей.
В 1959 году её семья уехала в Москву.
Входила в круг друзей Варлама Шаламова.
Похоронена на Николо-Архангельском кладбище.

## Творчество
Свои рассказы Галина Александровна начала писать ещё на Колыме. С 1989 года рассказы стали публиковаться в периодике, в основном в колымской газете «Северная правда». В 1992 году в Магадане вышла её книга «На далеком прииске» (под псевдонимом Нурмина). Опубликовала воспоминания о Есенине, Бабеле, Пильняке и Стасовой.

## Семья
- Отец — Александр Константинович Воронский (1884—1937), расстрелян.
- Мать — Сима Соломоновна Воронская (Песина; 1889—1943), репрессирована.
- Муж — Иван Степанович Исаев (1907—1990), друг В. Шаламова, автор воспоминаний о Колыме. Оба в 1930-е гг. учились в Литературном институте, где и познакомились; поженились в первой половине 1940-х в Магадане[6].
  - Дочь — Валентина Ивановна Исаева (1945—1991), историк-античник.
  - Дочь — Татьяна Ивановна Исаева (р. 1951), переводчик, издатель.

## Произведения
- Нурмина Г. На дальнем прииске : Рассказы / вступ. ст. М. Бирюкова. — Магадан : ГОБИ, 1992. — 123 с.
- Воспоминания. // Время и мы. 1992. № 116. с. 235—266.
- Воспоминания / Г. А. Воронская. — М. : Протей, 2002. — 72 с.
- Выстойка на морозе / Г. А. Воронская. - М. : Марчекан, 2002. - 144, [1] с.
- Дорога в неизвестность : [рассказы] / Г. А. Воронская. - [Б. м. : б. и.], 2007. - 330 с. ISBN 978-5-903559-02-2
- В стране воспоминаний / Г. А. Воронская. — Москва : РуПаб+, 2007. — 269 с. ISBN 978-5-9900299-8-9
- Воспоминания о 20-х годах XX века / Г. А. Воронская // От свитка до Интернета: библиотека, образование, чтение [Текст] : научно-методический альманах / [гл. ред. Л. В. Дудова]. - Москва : Экзамен, 2011. - с. 124-158.
- Северянка : [в 2-х т.] [Текст] / Галина Воронская. — Москва : Мархотин П. Ю., 2016. ISBN 978-5-00-038235-6 ISBN 978-5-00-038237-0